# BAG1
BAG1 (англ. BCL2 associated athanogene 1) – білок, який кодується однойменним геном, розташованим у людей на короткому плечі 9-ї хромосоми. Довжина поліпептидного ланцюга білка становить 345 амінокислот, а молекулярна маса — 38 779.
| 10         |  | 20         |  | 30         |  | 40         |  | 50         |
| ---------- |  | ---------- |  | ---------- |  | ---------- |  | ---------- |
| MAQRGGARRP |  | RGDRERLGSR |  | LRALRPGREP |  | RQSEPPAQRG |  | PPPSGRPPAR |
| STASGHDRPT |  | RGAAAGARRP |  | RMKKKTRRRS |  | TRSEELTRSE |  | ELTLSEEATW |
| SEEATQSEEA |  | TQGEEMNRSQ |  | EVTRDEESTR |  | SEEVTREEMA |  | AAGLTVTVTH |
| SNEKHDLHVT |  | SQQGSSEPVV |  | QDLAQVVEEV |  | IGVPQSFQKL |  | IFKGKSLKEM |
| ETPLSALGIQ |  | DGCRVMLIGK |  | KNSPQEEVEL |  | KKLKHLEKSV |  | EKIADQLEEL |
| NKELTGIQQG |  | FLPKDLQAEA |  | LCKLDRRVKA |  | TIEQFMKILE |  | EIDTLILPEN |
| FKDSRLKRKG |  | LVKKVQAFLA |  | ECDTVEQNIC |  | QETERLQSTN |  | FALAE      |

A: Аланін

C: Цистеїн

D: Аспарагінова кислота

E: Глутамінова кислота

F: Фенілаланін

G: Гліцин

H: Гістидин

I: Ізолейцин

K: Лізин

L: Лейцин

M: Метіонін

N: Аспарагін

P: Пролін

Q: Глутамін

R: Аргінін

S: Серин

T: Треонін

V: Валін

Кодований геном білок за функціями належить до шаперонів, фосфопротеїнів. 
Задіяний у таких біологічних процесах, як апоптоз, альтернативний сплайсинг. 
Локалізований у цитоплазмі, ядрі.